# Kanton Yvetot
Kanton Yvetot (fr. Canton de Yvetot) je francouzský kanton v departementu Seine-Maritime v regionu Horní Normandie. Skládá se z 12 obcí.

## Obce kantonu
- Allouville-Bellefosse
- Autretot
- Auzebosc
- Baons-le-Comte
- Bois-Himont
- Écretteville-lès-Baons
- Saint-Clair-sur-les-Monts
- Sainte-Marie-des-Champs
- Touffreville-la-Corbeline
- Valliquerville
- Veauville-lès-Baons
- Yvetot